# Poste

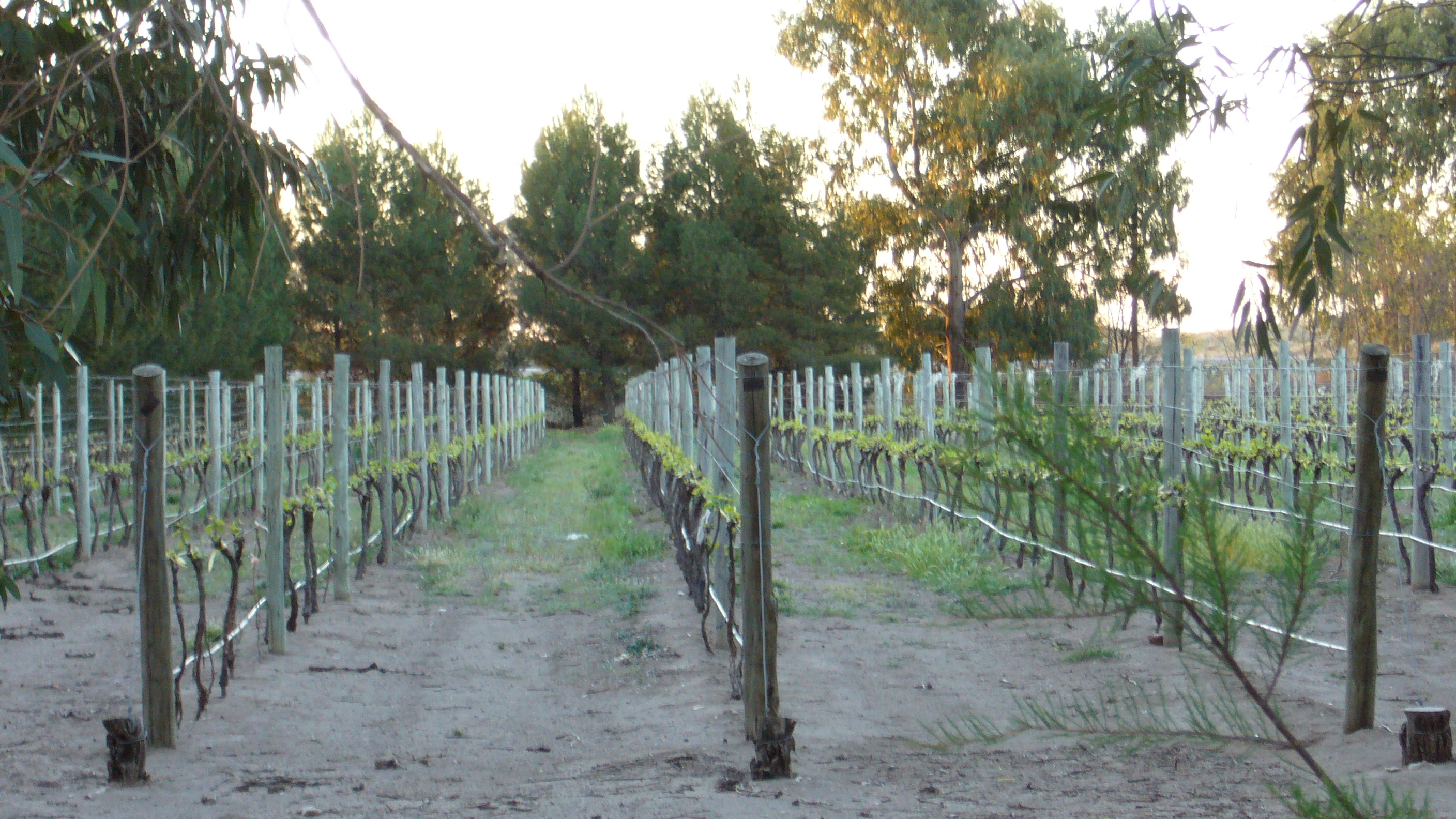
Postes en viñedo.

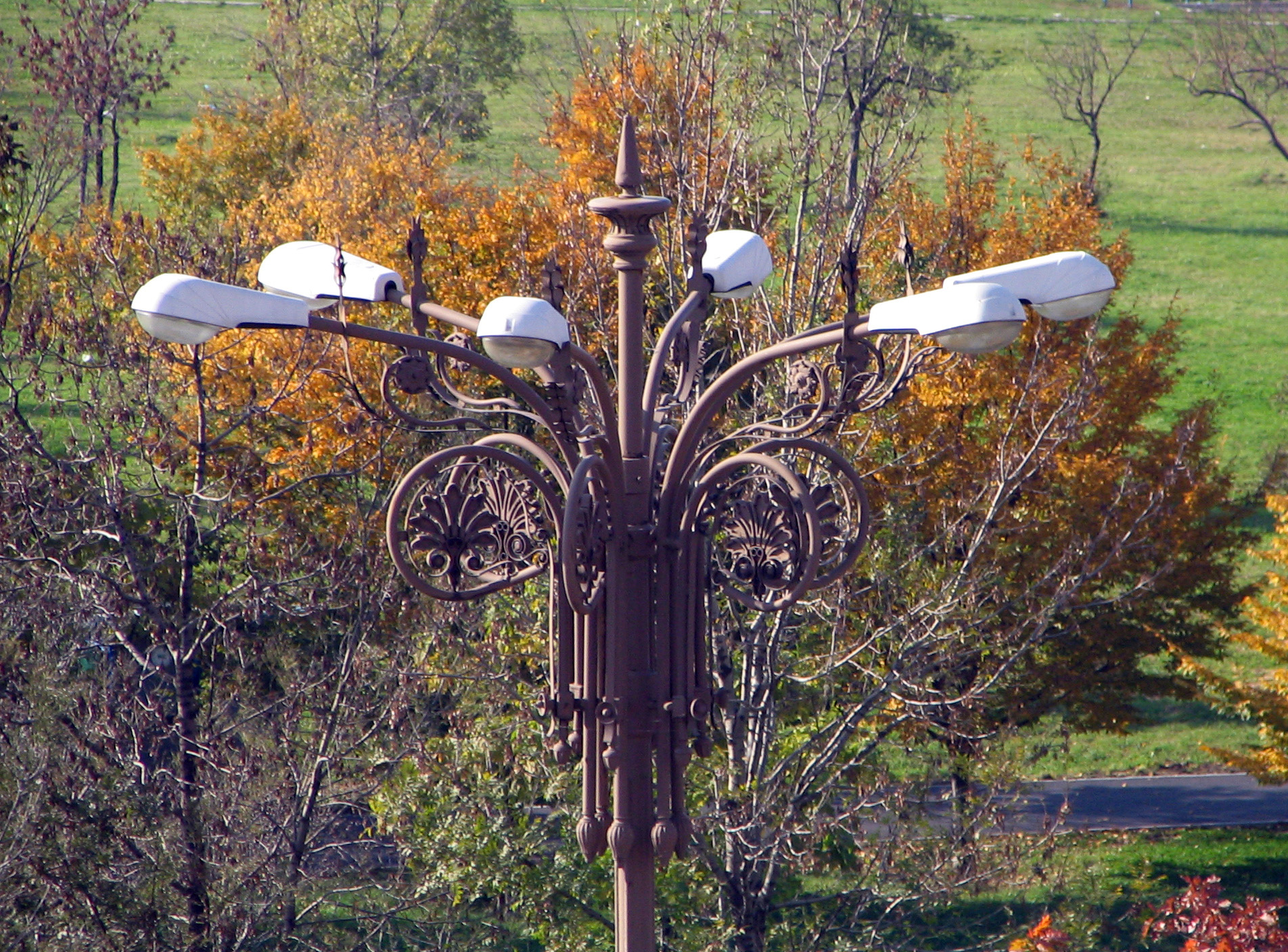
Poste de luz con seis lámparas.

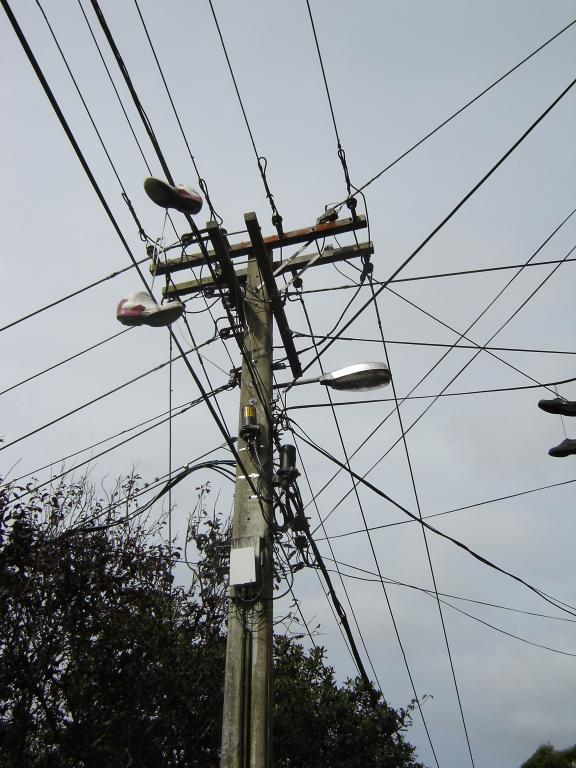
Poste eléctrico de alta tensión.

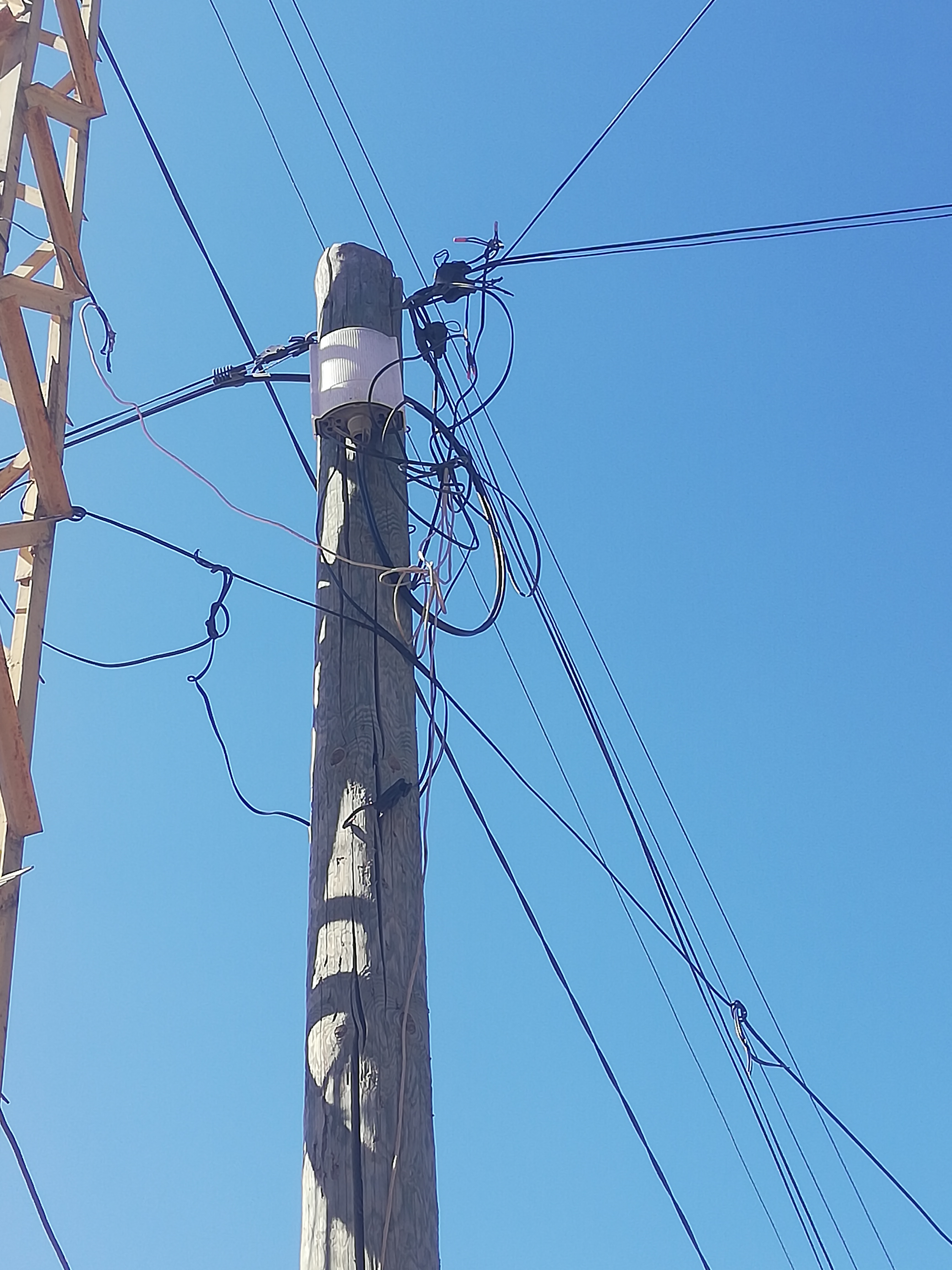
Poste telefónico en Zgharta, Líbano (2022).

Un poste es soporte vertical que funciona como apoyo. Se utiliza generalmente en  construcción de alambradas, tendidos eléctricos y telefónicos, televisión por cable, para iluminar calles, plazas o estadios y en las actividades agrícolas.

## Tipos
Existen distintos tipos de postes, de hormigón, de madera, piedra o metal, y su elección depende de la finalidad de la tarea.

## Alambradas
Depende el tipo de alambrada que se quiera construir, es el poste que se va a utilizar, previo análisis de costo, ya que las distintas alternativas en el mercado, permiten hacer una alambrada que dure muchos más años que otras.
Las medidas de los postes son variadas, depende el uso que se le vaya a dar, los que se utilizan para delimitar una estancia son de 2,60 m.
Los esquineros son postes más reforzados o de mayor diámetro, ya que tienen que soportar la tensión del estirado del alambre.